# Бригадна група
Бригадна група — термін, що використовується переважно в арміях держав Співдружності для позначення допоміжних військових формувань. Це може бути як тимчасове так і постійне формування.
Зазвичай бригадною групою називають з'єднання, яке включає три-чотири бойові, чи оперативні групи або піхотну бригаду (біля трьох батальйонів ), що підтримуються бронетанковими, артилерійськими, інженерними, авіаційними та допоміжними підрозділами, загальною чисельністю близько 5000 солдатів.  Бригадна група (напр. дивізія) являє собою найменше з'єднання, здатне діяти самостійно протягом тривалого часу на полі бою. Це схоже на концепцію полкової бойової групи, яку колись використовувала армія Сполучених Штатів, але яка тепер використовує термін бригадна бойова команда. Корпус морської піхоти Сполучених Штатів продовжує використовувати термін полкова бойова команда .

## Дивіться також
- Бойова команда[en]

## Виноски
1. ↑  Proceedings of the Standing Senate Committee on Defence and Security